# Arnoul d'Audrehem
Pour les articles homonymes, voir Arnoul.
 (octobre 2020).
Si vous disposez d'ouvrages ou d'articles de référence ou si vous connaissez des sites web de qualité traitant du thème abordé ici, merci de compléter l'article en donnant les références utiles à sa vérifiabilité et en les liant à la section « Notes et références ».
Arnoul, sire d’Audrehem, est né vers 1305 ou 1306, certainement à Audrehem, et est mort en décembre 1370. Il est maréchal de France de 1351 à 1368, porte-oriflamme de France de 1368 à 1370.

## Biographie

### Origines
Il est issu de la petite noblesse du Boulonnais, et on ne sait que très peu de choses sur sa famille, si ce n'est que son père, qui se prénommait Baudouin, était chevalier en 1307 et encore en vie en 1327. Il avait également un neveu du nom de Jean de Bréard, qui fut maréchal intérimaire entre 1356 et 1359 et qui servit sous ses ordres jusqu'en 1368. Il épousa Jeanne de Hamelincourt, veuve de Jean de Walincourt, entre 1348 et 1351.

### Premiers combats, avant le siège de Calais
Il fait son apparition à la cour de France en 1332, puis participe de 1335 à  1337 à une expédition de secours au roi d'Écosse David Bruce, dirigée par Raoul Ier de Brienne, connétable d'Eu.
Il participe à une seconde expédition en Écosse après juillet 1340, puis à une troisième en mai 1341. Il dut prendre part aux opérations des Ecossais dans le Northumberland, au siège de Newcastle, et à la prise de Durham.
Il quitte l'Écosse vers le milieu de l'année 1342, et dès son retour est nommé capitaine du roi en Bretagne par Philippe de Valois. Il participe à la défense de Ploërmel, mais ne peut empêcher sa reddition fin 1342. En janvier 1346 il entre au service du duc de Normandie Jean, futur roi Jean II Le bon et on peut supposer qu'il accompagne ce prince dans le Midi et participe au siège d'Aiguillon jusqu'à la fin août, où l'armée apprend le désastre de la Bataille de Crécy et remonte vers le Nord.
Arnoul, avec un certain nombre de chevaliers d'Artois et de Picardie, rejoint alors  Calais par la mer pour participer à sa défense, et est fait prisonnier lorsque la ville capitule le 3 août 1347. Envoyé en Angleterre, à Londres, il est libéré contre rançon au bout d'un an et demi.

### Nouveaux combats, après le siège de Calais
Jean le Bon le nomme capitaine de guerre du comté d'Angoulême le 2 octobre  1349, sous les ordres du connétable Charles de la Cerda. Il entretient des hommes de guerre, d'abord au nombre de cent. Il se rend à Reims pour assister au sacre de Jean II le Bon.
Il est de nouveau capturé par les Anglais lors du combat de Saint-Georges-la-Valade, le 1er ou le 8 avril 1351.
Rapidement libéré, Arnoul est à Paris le 25 mai, et participe à un combat près de Saint-Omer le 6 juin, contre cinq-cents Anglais.

### Maréchal de France
Arnoul est nommé maréchal de France entre le 21 juin et le 1er juillet 1351, et reçoit les terres de Wassigny, jusqu'au 27 février 1352 où le roi les confisque pour les donner à Charles de Blois, moyennant un dédommagement.
Il participe à cette époque à la prise de Fréthun, à la suite de laquelle le seigneur de cette ville, Aimeri de Pavie, est conduit à Saint-Omer pour y être torturé à mort.
Le 6 mars il est nommé lieutenant du roi en Poitou, Saintonge, Limousin, Angoumois, Périgord et des pays entre Loire et Dordogne. Il se trouve à Saint-Jean-d'Angély, à Saintes, Angoulême, Limoges, où il supervise la concentration des troupes et l'amélioration des défenses de ces régions.
En juin 1353 il est nommé lieutenant du roi en Normandie, réside à Pontorson, et supervise le rassemblement des hommes et des moyens nécessaires à la reprise des hostilités contre les Anglais. Le 8 juillet il est de retour à Limoges et participe à un combat où il manque d'être fait prisonnier. Puis il retourne à Pontorson, alors qu'une trêve est signée entre les rois d'Angleterre et de France. Un tournoi est organisé en cette ville par Bertrand Du Guesclin et Baudouin de Lens, seigneur d'Annequin.
En avril 1354, les hostilités ayant repris, il s'empare par surprise du château de Landal à Broualan. Puis il effectue une chevauchée jusqu'à Bécherel, et sur le chemin du retour fait une pause à Combourg, mais la garnison anglaise de Bécherel l'avait suivi sans qu'il s'en aperçut. Celle-ci entre dans la ville par surprise alors que les Français sont au repos, en tue quelques-uns et fait de nombreux prisonniers. Arnoul et certains des siens parviennent à se replier sur Pontorson. Une nouvelle chevauchée est cependant effectuée pendant une semaine jusqu'à Combourg. Hugh de Calverly, capitaine de la garnison de Bécherel, apprenant qu'Arnoul est à Combourg, organise une expédition afin d'essayer de le faire prisonnier, mais tombe dans une embuscade dirigée par Du Guesclin. Arnoul accourt prêter main-forte, nombre d'Anglais sont tués ou fait prisonniers, dont Hugh de Calverly. Du Guesclin est fait chevalier sur ce champ de bataille.
Arnoul est à Paris au mois d'août, puis accompagne le roi à Reims en octobre.
Le 1er janvier 1355, il perd ses précédentes lieutenances au profit de celles d'Artois, Picardie et   Boulonnais. Il visite les places-fortes de ces régions. En septembre Édouard III débarque à Calais et entreprend de ravager la région. Arnoul suit ses mouvements et en rend compte au roi de France, qui arrive avec son armée à Fauquembergues le 11 novembre. Mais Édouard apprend la prise de Berwick par les Écossais, et rentre en Angleterre.

### Aux côtés du roi de France
Afin de faire face aux frais engendrés par la guerre, les impôts sont augmentés, ce qui suscite des troubles populaires à Arras, et une rébellion de seigneurs à Rouen en avril 1356. Le roi de France conduit lui-même une expédition contre cette dernière ville, accompagné d'Arnoul, et fait exécuter les séditieux. Arnoul se rend ensuite à Arras et fait exécuter quatorze meneurs.
La guerre se rallume en Normandie, dirigée par Godefroi de Harcourt, Philippe de Navarre et le duc de Lancastre. La campagne est en feu, des villes tombent, et Arnoul participe aux côtés de Jean II à la reprise d'Évreux et de Breteuil, à partir du mois d'août 1356.
Ce fut à ce moment qu'Édouard de Woodstock, le Prince Noir, voyant que ses alliés navarrais avaient le dessous en Normandie, entame une campagne de diversion en ravageant les pays entre ses États d'Aquitaine et la Touraine. Ce qui aboutit au désastre de la bataille de Poitiers, le 19 septembre, où Jean II le Bon et Arnoul sont faits prisonniers.
Une trêve de deux ans est signée le 23 mars 1357. Jean II et Arnoul sont emmenés en Angleterre, puis le 8 mai 1360 est signé le traité de Brétigny.
Arnoul sert plusieurs fois d'intermédiaire, paré de sauf-conduits, entre son roi et des personnalités en France. Vers le 3 mai 1360, il est libéré contre la promesse de paiement d'une importante rançon, qui ne fut en fait jamais entièrement réglée.

### Lutte contre les Grandes compagnies
Le 24 octobre 1360 il est nommé conseiller du roi, puis capitaine du roi en Languedoc en 1361, puis lieutenant du roi pour cette même région en 1362.
La conclusion du Traité de Brétigny entraîna un nouveau terrible désastre : des milliers de combattants, en France, se retrouvèrent sans travail, sans moyens de subsistance, et se groupèrent en "Grandes compagnies", ravageant dès 1360 le Midi. Pont-Saint-Esprit tombe en leur pouvoir le 28 décembre. Innocent VI, qui réside à Avignon, les excommunie et prêche la croisade contre eux.
Le connétable Robert de Fiennes est nommé lieutenant du roi en tout pays de langue d'Oc. Arnoul sert sous ses ordres. Les routiers abandonnent Pont-Saint-Esprit.
Arnoul et Robert de Fiennes reprennent Frontignan, puis ce dernier est rappelé le 20 septembre 1361, et notre héros le remplace dans ses fonctions. Sont ensuite reprises la forteresse de Peyroux près de Cussac, et la ville fortifiée de Saugues, toutes deux dans le Velay. Il fait renforcer toutes les places.
Le 3 juin 1362 devant Montpensier, très au nord de Clermont-Ferrand, Henri de Trastamare, envoyé par lui, défait une Compagnie de 1200 combattants commandée par Bour de Breteuil (en). La guerre est partout.
En septembre 1363, Arnoul participe à une opération contre les troupiers qui occupent  Mirepoix. D'autres opérations sont effectuées ailleurs, autour de Chaudes-Aigues par exemple, sans sa présence mais sous sa direction lointaine, lui parcourant les terres entre Toulouse et Nîmes afin de régler divers problèmes administratifs. Ce qui n'empêche pas le bourg de Peyriac, non loin de Carcassonne, d'être pris par les routiers le 11 novembre (il est libéré le 19 juin suivant), preuve à lui seul de l'anarchie ambiante.
En mars 1364, plus de cent mercenaires espagnols de l'armée d'Arnoul sont massacrés par les habitants de Narbonne, à la suite de crimes commis sur la population. Jean de Neuville manque d'y laisser la vie.
En juin, Arnoul reprend le château de Gabian, au nord de Béziers. Et puis, malgré une lutte partout incessante contre eux, les routiers sont "à peu près les maîtres du Velay". Tout le mois de septembre des opérations sont effectuées dans le Gévaudan par la Sénéchaussée de Beaucaire.
Arnoul est remplacé dans sa charge par Louis d'Anjou le 15 novembre 1364, mais reste un temps à ses côtés comme conseiller. Les routiers font maintenant ouvertement la guerre au nom du roi de Navarre.

### Derniers combats
Aux alentours de juin 1365, le maréchal d'Audrehem est envoyé par Charles V en Hongrie comme ambassadeur.
Puis il suit Bertrand du Guesclin en Espagne prêter secours à Henri de Trastamare (des accords passés entre les autorités et les Compagnies placent ces dernières sous l'unique commandement de Du Guesclin, moyennant d'importantes compensations surtout financières, dans le but de les voir quitter le sol de France pour aller faire la guerre en Espagne). En chemin, en novembre à Avignon, les Compagnies exigent du pape Urbain V, sous peine de voir ses états ravagés, de leur verser 200 000 francs. C'est Arnoul qui est chargé de traiter cette délicate question.
L'armée est à Barcelone en janvier 1366. En mars, Hugues de Calverly ouvre les hostilités en s'emparant de Borja. Puis Henri de Trastamare est couronné roi, les Compagnies sont licenciées et retournent en France, cependant qu'Arnoul et du Guesclin, ainsi que quinze-cents lances, restent en Espagne.
Mais Pierre le Cruel n'abandonne pas la partie, rassemble une armée, ce qui aboutit à la bataille de Najera en avril 1367. Du Guesclin et Arnoul sont prisonniers. Libérés sous caution au début de l'année 1368, ils se trouvent à Montpellier le 26 février, rejoignant le duc d'Anjou pour sa campagne en Provence.
Une trêve étant signée le 1er mai, Arnoul est appelé à Paris où Charles V le démet de sa charge de maréchal de France le 20 juin, pour cause de vieillesse, et le nomme porte-oriflamme avec une pension de 2000 francs par mois.

### Dernières années
Il assiste en septembre 1370 à la prise de Brantôme par du Guesclin, et le suit en Normandie en décembre, ce dernier étant résolue à combattre Robert Knolles. Ils sont à Caen le 1er décembre, mais l'Anglais a bougé et se trouve à Pontvallain. Du Guesclin divise alors son armée en trois corps, prenant le commandement du premier, Arnoul le second, Olivier de Clisson et le maréchal de Blainville le troisième. S'engage alors la bataille de Pontvallain.
Forte de la victoire, l'armée reprend les villes de Vaas, Ruillé et Bressuire. Mais Arnoul brisé de fatigue tombe malade et meurt à Saumur fin décembre 1370.
Ses obsèques ont lieu à Paris, aux Célestins, en janvier 1371.
N'ayant pas eu d'enfants, son héritage fut recueilli par son neveu Jean de Neuville.

## Armoiries
| Figure | Blasonnement |
|        | Selon le Folio 47r de l'Armorial de Gelre Bandé d'azur et d'argent, à la bordure de gueules. Cimier : Un chapeau de gueules, sommé d'un disque d'argent, billeté de gueules. |